# Афлах ибн Абд аль-Ваххаб
Афлах ибн Абд аль-Ваххаб (араб. أفلح بن عبد الوهاب بن عبد الرحمن بن رستم‎; ум. 872) — третий имам ибадитов Магриба из династии Рустамидов в 823—872 годах.

## Биография
Был сыном второго имама ибадитов Магриба Абд аль-Ваххаба ибн Абд ар-Рахмана из династии Рустамидов. В период его правления ибадитский ислам пользовался значительной популярностью в Магрибе, южной Ифрикии и Триполитании. Правление Афлаха ибн Абд аль-Ваххаба считается золотым веком в истории государства Рустамидов. В период его правления столица государства Тахарт превратилась в процветающий город и стала центром работорговли и имела привилегированные торговые связи в Средиземноморье, с Востоком и через пустыню Сахару.
Афлах ибн Абд аль-Ваххаб был известен как выдающийся и просвещённый правитель, он изображался как муфтий и богослов. Ему приписывалось дидактическое стихотворение, посвящённое поиску религиозных знаний. Скончался в 872 году, его наследником стал сын Абу Бакр ибн Афлах, в правление которого в государстве начался политический кризис.